# Román Kommunista Párt
A Román Kommunista Párt, rövidítve RKP (románul: Partidul Comunist Român, [parˈtidul kɔmunˈist rɔˈmɨn], PCR) kommunista párt volt Romániában. A Román Szociáldemokrata Párt bolsevikbarát szárnyának utódja, ideológiailag támogatta a kommunista forradalmat, amely felváltotta volna a Román Királyság társadalmi rendszerét. Miután 1924-ben betiltották, az RKP a két világháború közötti időszak nagy részében kisebb és illegális csoportosulás maradt, és alávetette magát a Komintern közvetlen ellenőrzésének. Az 1920-as és 1930-as években aktivistáinak többsége börtönbe került vagy a Szovjetunióba menekült, ami egymással versengő frakciók létrejöttéhez vezetett, amelyek időnként nyílt konfliktusba kerültek egymással. Ez nem akadályozta meg a pártot abban, hogy különböző frontszervezeteken keresztül - leginkább a Munkás–Paraszt Blokkon keresztül - részt vegyen az ország politikai életében. A Kommunista Párt 1944 augusztusában vált a román politikai színtér erőteljes szereplőjévé, amikor részt vett a királyi puccsban, amely megdöntötte Ion Antonescu nácibarát kormányát. A szovjet megszálló erők támogatásával az RKP képes volt I. Mihály királyt lemondásra kényszeríteni, majd 1947 decemberében megalakította a Román Népköztársaságot.
A párt Román Munkáspárt (1948 és 1964 között Partidul Muncitoresc Romîn, 1964-ben és 1965-ben Partidul Muncitoresc Român) néven működött, amíg Nicolae Ceaușescu, akit éppen akkor választottak főtitkárrá, hivatalosan át nem nevezte. Bár a kommunista Romániában formálisan léteztek más legális politikai pártok is, befolyásuk korlátozott volt, és alárendeltek az RKP alkotmányosan rögzített vezető szerepének. Az RKP kommunista párt volt, amely a demokratikus centralizmus alapján szerveződött; ez a Vlagyimir Iljics Lenin orosz marxista teoretikus által megfogalmazott elv, amely a politikáról folytatott demokratikus és nyílt vitát jelenti, azzal a feltétellel, hogy az elfogadott politikát egységesen kell képviselni. Az RKP legfelsőbb szerve a pártkongresszus volt, amely 1969-től kezdődően ötévente ülésezett. Amikor a kongresszus nem ülésezett, a Központi Bizottság volt a legfőbb szerv. Mivel a Központi Bizottság évente kétszer ülésezett, a legtöbb napi feladat és felelősség a Politikai Hivatalra hárult. A párt vezetője a főtitkári tisztséget töltötte be, és 1945 után jelentős befolyással rendelkezett a kormány felett; 1974 és 1989 között a főtitkár a román államelnöki tisztséget is betöltötte.
Ideológiailag az RKP a marxizmus-leninizmus mellett kötelezte el magát, amely Karl Marx német filozófus valamint Lenin eszméinek ötvözete, és amelyet 1929-ben Joszif Visszarionovics Sztálin szovjet vezető vezetett be a párt irányadó ideológiájaként, és amely a párt fennállásának nagy részében az is maradt. 1948-ban a Kommunista Párt magába olvasztotta a Román Szociáldemokrata Pártot, miközben számos új tagot szerzett. Az 1950-es évek elején a Gheorghe Gheorghiu-Dej körüli csoport Sztálin támogatásával legyőzte az összes többi frakciót, és megszerezte a párt és az ország teljes irányítását. 1953 után a párt fokozatosan elméletileg a kommunizmushoz vezető "nemzeti utat" képviselte. Ugyanakkor azonban a párt nem sietett csatlakozni a Varsói Szerződés többi államához a desztalinizációban. Az RKP nacionalista és nemzeti kommunista álláspontja Nicolae Ceaușescu vezetése alatt folytatódott. Az 1960-as évek végén rövid liberalizációs időszakot követően Ceaușescu ismét kemény irányvonalat vett fel, és bevezette a "júliusi téziseket", újra sztálinizálva a párt uralmát azáltal, hogy fokozta a kommunista ideológia terjedését a román társadalomban, és egyúttal megszilárdította hatalmát, miközben a párt tekintélyét a meggyőző személyi kultusz kiépítésére használta fel. Az évek során a PCR masszívan megnövekedett, és teljesen alávetette magát Ceaușescu akaratának. A hatvanas évektől kezdve a Szovjetuniótól sokkal függetlenebbnek számított, mint testvérei a Varsói Szerződésben. Ugyanakkor azonban a keleti blokk legkeményvonalasabb pártjává vált, ami még a Szovjetunió Kommunista Pártjával is rontotta a kapcsolatát. A romániai forradalom következtében 1989-ben összeomlott - Románia azonban 1991-ig még mindig a szocialista korszak alkotmányát használta. Románia a Varsói Szerződésben is megőrizte tagságát a paktum 1991. július 1-jei felbomlásáig, bár ez a szerep az 1960-as évek vége óta nagyrészt szimbolikus volt.
Az RKP fennállása alatt számos szervezetet koordinált, köztük a Kommunista Ifjúság Szövetségét, és a Ștefan Gheorghiu Akadémián képzést szervezett káderei számára. A Scînteia mellett, amely 1931 és 1989 között hivatalos platformja és fő újságja volt, a Kommunista Párt története különböző szakaszaiban számos helyi és országos kiadványt adott ki (köztük 1944 után a România Liberă-t).

## Története

### Kialakulása
A pártot 1921-ben alapították, amikor a bolsevik ihletésű maximalista frakció elnyerte az irányítást a romániai szociáldemokrata párt - a Romániai Szocialista Párt, a megszűnt Romániai Szociáldemokrata Munkáspárt és a rövid életű Romániai Szociáldemokrata Párt utódja - felett (ez utóbbi 1927-ben alakult újra, újra egyesítve a kommunista politikával szemben állókat). A megalakulás a szocialista csoport Kominternhez való csatlakozásával függött össze (közvetlenül az utóbbi harmadik kongresszusa előtt): miután küldöttséget küldtek a bolsevista Oroszországba, a mérsékeltek egy csoportja (köztük Ioan Flueraș, Iosif Jumanca, Leon Ghelerter és Constantin Popovici) 1921 januárjától kezdve különböző időközönként távozott.
A párt átnevezte magát Szocialista-Kommunista Pártnak (Partidul Socialist-Comunist), majd nem sokkal később Románia Kommunista Pártjának (Partidul Comunist din România vagy PCdR). A kormányzati szigor és a más szocialista csoportokkal folytatott verseny a tagság drasztikus csökkenését eredményezte - a kb. A Szocialista Párt 40 000 tagjából az új csoportnak mindössze 2000 vagy 500 maradt; az egypártrendszer 1989-es bukása után a román történészek általában azt állítják, hogy a pártnak a második világháború végén már csak körülbelül 1000 tagja volt. Más kutatók szerint ez a számadat szándékosan alapulhatott a moszkovita frakció számain, és mint ilyen, alábecsülték, hogy aláássák a belső frakció befolyását; ezt a becslést utólag népszerűsítették a posztkommunista történetírásban, hogy megerősítsék a rendszer illegitimnek tekintett sztereotip képét.
A korai kommunista pártnak kevés befolyása volt Romániában. Ez több tényezőnek volt köszönhető: az ország ipari fejletlensége, ami viszonylag kis munkásosztályt eredményezett (az ipar és a bányászat az aktív lakosság kevesebb mint 10%-át foglalkoztatta) és nagyszámú paraszti lakosságot; a marxizmus csekély hatása a román értelmiség körében; az állami elnyomás sikere a párt föld alá szorításában és tevékenységének korlátozásában; és végül a párt "nemzetellenes" politikája, ahogyan azt az 1920-as években kezdték megfogalmazni - ez a politika a Komintern felügyelete alatt Nagy-Románia feldarabolására szólított fel, amelyet Erdélyt, Dobrudzsát, Besszarábiát és Bukovinát "törvénytelenül megszálló" gyarmati egységnek tekintettek (a kommunisták szerint a kommunisták megtagadták az önrendelkezés jogát). 1924-ben a Komintern azzal provokálta a román hatóságokat, hogy a dél-besszarábiai Tatárbánya-felkelést szorgalmazta, amelynek célja egy moldáv köztársaság létrehozása volt román területen; ugyanebben az évben a Szovjetunióban létrehozták a Moldáv Autonóm Szovjet Szocialista Köztársaságot, amely nagyjából a Dnyeszteren túli területnek felelt meg.
Ugyanakkor a baloldali politikai spektrumot a poporánizmus uralta, egy olyan eredeti ideológia, amely részben narodnyik befolyást tükrözött, a parasztságra helyezte a hangsúlyt (mint ahogyan azt nevezetesen Ion Mihalache Parasztpártja a szövetkezeti gazdálkodás korai szorgalmazásával tette), és általában határozottan támogatta az 1919 utáni területi status quo-t - bár hajlamosak voltak ellenezni az ezzel járó centralizált rendszert. (A PCdR és más kisebb szocialista csoportok közötti korai konfliktust viszont Constantin Dobrogeanu-Gherea kvázi-poporánista eszméinek az utóbbin belüli örökségének tulajdonítják, mint a leninizmus elutasításának szellemi alapját.)
A PCdR "idegen" imázsa annak volt köszönhető, hogy a román nemzetiségűek a második világháború végéig kisebbségben voltak a soraiban: 1924 és 1944 között egyetlen főtitkára sem volt román nemzetiségű. A két világháború közötti Romániában 30%-os volt a kisebbségi lakosság aránya, és a párt nagyrészt ebből a részből merítette tagságát - nagy százalékban zsidók, magyarok és bolgárok. Az e kisebbségekkel szembeni tényleges vagy vélt etnikai diszkrimináció növelte a forradalmi eszmék vonzerejét közöttük.

### Románia Kommunista Pártja (1921-1948)

#### Komintern és belső szárny
Nem sokkal megalakulása után a PCdR vezetőségét a hatóságok azzal gyanúsították, hogy részt vett a Max Goldstein által a román parlament ellen elkövetett robbantásos merényletben; a Dealul Spirii-perben a párt valamennyi jelentős személyisége, köztük Gheorghe Cristescu főtitkár ellen vádat emeltek Constantin Argetoianu, az Alexandru Averescu, Take Ionescu és Ion I. C. belügyminiszter. Brătianu kabinetekben, a Komintern-tagságot összeesküvéssel tette egyenlővé, elrendelte az elsőt a repressziók sorában, és a tárgyalás keretében engedélyezte, hogy több kommunista aktivistát (köztük Leonte Filipescut) őrizetben lelőjenek - arra hivatkozva, hogy megkíséreltek elmenekülni. Ennek következtében Argetoianu kijelentette, hogy "a kommunizmusnak vége Romániában", ami lehetővé tette a nyomás pillanatnyi enyhülését - amit az indított el, hogy Ferdinánd király amnesztiát adott a perbe fogott PCdR-nek.
A PCdR így nem tudott képviselőket küldeni a Kominternbe, és gyakorlatilag a Szovjetunióba menekült különböző aktivistákból álló küldöttséggel helyettesítették külföldön, akik különböző időközönként a Szovjetunióba menekültek (román csoportok Moszkvában és Harkivban, a következő évtizedekben a "moszkvai szárny" forrásai) A belpolitikai párt csak földalatti csoportként maradt fenn, miután a Brătianu-kormány a Mârzescu-törvény révén betiltotta (a törvényt előterjesztő Gheorghe Gh. igazságügy-miniszterről nevezték el). Mârzescu), amelyet 1924 elején fogadtak el; a Komintern forrásai szerint 1928 körül elveszítette a kapcsolatot a szovjet felügyelőkkel. 1925-ben Románia határainak a Komintern által felvetett kérdése Cristescu tiltakozásához, és végül a pártból való kizárásához vezetett (lásd Balkáni Kommunista Szövetség).
A párt 1931-es V. kongresszusa körül a moszkovita szárny a PCdR fő politikai tényezőjévé vált: Joszif Sztálin leváltotta a teljes pártvezetést, beleértve Vitalij Holostenco főtitkárt is - helyette Alekszandr Sztefanskit nevezte ki, aki akkoriban a Lengyel Kommunista Párt tagja volt.
A Komintern visszaszerzett ellenőrzése révén a belső szárny hatékonyabb konspirációs hálózattá kezdte szervezni magát. A nagy romániai gazdasági világválság kitörése és a belső szárny által beszivárgott (és néha provokált) sztrájkok sorozata viszonylagos sikereket jelentett (lásd az 1929-es lupeni sztrájkot), de a nyereségeket nem sikerült kihasználni - mivel az ideológiai vonzerő hiánya és a sztálini direktívákkal szembeni gyanakvás továbbra is jelentős tényezők maradtak. Ezzel párhuzamosan a vezetése olyan változásokat szenvedett el, amelyek célja az volt, hogy egy román etnikumú és munkásosztálybeli vezetés alá helyezze - egy Sztálin által támogatott csoport megjelenése Gheorghe Gheorghiu-Dej körül a nagyszabású Grivița-sztrájkok előtt és után.
1934-ben Sztálin népfront-doktrínája nem épült be teljesen a helyi párt politikájába, főként a szovjet területi politika (amely az 1939-es Molotov-Ribbentrop-paktumban csúcsosodott ki) és a Kominternnel szemben más baloldali erők általánosan fenntartott gyanakvás miatt.  A kommunisták mindazonáltal többször megkíséreltek konszenzusra jutni más csoportosulásokkal (1934-1943-ban szövetséget kötöttek a Szántóföldiek Frontjával, a Magyar Népi Szövetséggel és a Szocialista Parasztpárttal), és kisebb kommunista csoportok aktívak lettek a többségi pártok baloldali szekcióiban. 1934-ben Petre Constantinescu-Iași és más PCdR támogatók létrehozták az Amicii URSS-t, egy szovjetbarát csoportot, amely az értelmiségiekhez nyúlt, de később, még ugyanabban az évben betiltották.
Az 1937-es választások során a kommunisták Iuliu Maniu-t és a Nemzeti Parasztpártot támogatták II. Carol király és a Gheorghe Tătărescu-kormány ellenében (amely fokozta a kommunista csoportok elnyomását), és szokatlan helyzetbe kerültek, miután a Vasgárda, egy fasiszta mozgalom választási paktumot kötött Maniu-val; a kommunista történetírás azzal magyarázta a részvételt, hogy a szociáldemokraták elutasították a PCdR-rel való együttműködést.
A választásokat követő években a PCdR a gyors hanyatlás szakaszába lépett, ami egybeesett Carol király rendszerének egyre tekintélyelvűbb hangnemével (de valójában az Ana Pauker és más magas rangú kommunisták ellen 1936-ban indított craiovai per nyitotta meg) A párt társának tekintett folyóiratokat bezárták, és minden feltételezett PCdR-aktivistát őrizetbe vettek (lásd doftanai börtön). A Siguranța Statului, a román titkosrendőrség beszivárgott a kis belügyi szárnyba, és valószínűleg értékes információkhoz jutott a tevékenységéről. A párt pénzügyi forrásait, amelyeket a szovjet támogatás és a különböző szatellitszervezetek (amelyek olyan ügyek nevében gyűjtöttek pénzt, mint a pacifizmus vagy a spanyol polgárháborúban a köztársasági oldal támogatása) biztosítottak, súlyosan lemerítették - a hazai politikai nehézségek, valamint 1939 után a Moszkvával való kapcsolatok megszakadása Franciaországban és Csehszlovákiában.
Következésképpen a Komintern végrehajtó bizottsága felszólította a román kommunistákat, hogy épüljenek be a Nemzeti Reneszánsz Frontba (FRN), a Carol-diktatúra újonnan létrehozott egyetlen legális pártjába, és próbálják meg annak struktúráinak tagjait a forradalmi ügy mellé állítani.
1944-ig a Románián belül aktív csoport megosztottá vált a "börtönfrakció" (politikai foglyok, akik Gheorghiu-Dejre mint vezetőjükre tekintettek) és a Ștefan Foriș és Remus Koffler köré csoportosuló csoport között. A párt külső frakcióját a nagy tisztogatás során megtizedelték: Sztálin parancsára pártaktivisták egész generációját ölték meg, többek között Alexandru Dobrogeanu-Gherea, David Fabian, Ecaterina Arbore, Imre Aladar, Elena Filipescu, Dumitru Grofu, Ion Dic Dicescu, Eugen Rozvan, Marcel Pauker, Alexander Stefanski, Timotei Marin és Köblös Elek. Ana Pauker feladata lett volna átvenni és átalakítani a fennmaradt struktúrát.

## Fordítás
Ez a szócikk részben vagy egészben  a   Romanian Communist Party című angol Wikipédia-szócikk fordításán alapul.  Az eredeti cikk szerkesztőit annak laptörténete sorolja fel. Ez a jelzés csupán a megfogalmazás eredetét és a szerzői jogokat jelzi, nem szolgál a cikkben szereplő információk forrásmegjelöléseként.